# Delphin-Verlag (München)

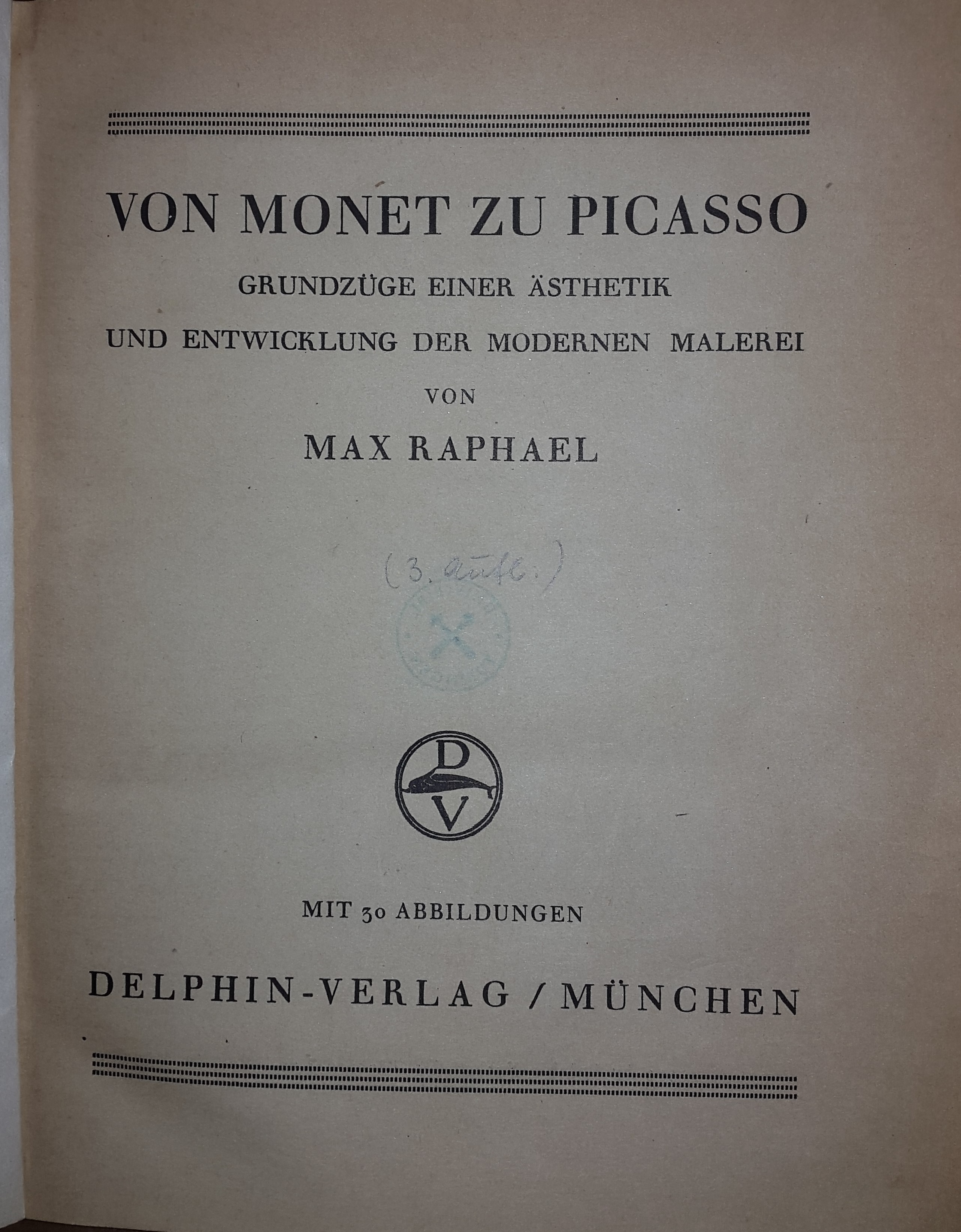
Max Raphael: Von Monet zu Picasso (1919)

Der Delphin-Verlag war ein deutscher Verlag. Er wurde von Richard Landauer (1882–1960) 1911 in München gegründet. Während des Ersten Weltkrieges wurde der Verlag von dem Schweizer Verleger Eugen Rentsch (1877–1948) geleitet, zusätzlich zu dessen eigenem Verlag in München. In den 1920er Jahren erschien die Reihe Kleine Delphin-Kunstbücher. 1933 wurde der Verlagssitz nach Landshut verlegt und 1937 aus dem Handelsregister gelöscht. Nach der zwangsweisen Schließung wurde der Verlag 1945 nicht fortgeführt.
Der Delphin-Verlag ist nicht identisch mit dem Kinder- und Sachbuch-Verlag Delphin Verlag mit Sitz in Köln.